# Zimní stadion Rosice

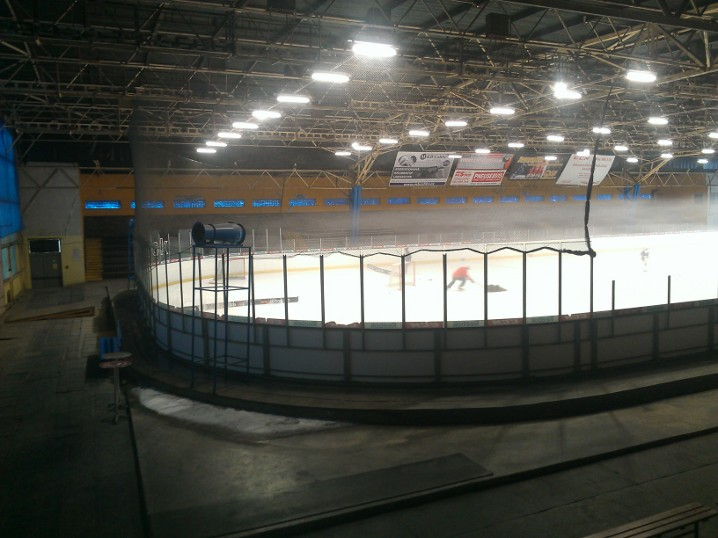
Interiér stadionu

Zimní stadion Rosice je sportovní hala v Rosicích v okrese Brno-venkov. Jedná se o stadion pro lední hokej, který slouží jako domácí hřiště hokejovým týmům HC Štika Rosice a HC Zastávka. Do roku 2009 zde působil klub HCM Slovan Rosice, který zanikl (v letech 1998–2002 hrál 1. ligu pod názvem HC Senators Rosice). Dále pak je stadion určen pro krasobruslení a krasobruslařské týmy, veřejné bruslení, školy, hokejová soustředění, hokejové turnaje, hrají zde také amatérské hokejové týmy.

## Historie
Zimní stadion v Rosicích byl vybudován v 70. letech 20. století. Jeho výstavba probíhala od roku 1973, původně plánované zprovoznění na podzim 1975 ale nebylo dodrženo. Dokončení tak bylo nově naplánováno na roky 1976 a 1977.
V roce 2009 prodalo město tehdy zchátralý zimní stadion přibližně za pět milionů korun firmě ABD Invest, neboť Rosice neměly na komplexní obnovu stavby finanční prostředky. Objekt pod soukromou správou fungoval dva roky, poté byl kvůli špatnému stavu uzavřen. Tehdy, v roce 2011, vzniklo občanské sdružení „Spolek ZS Rosice“, které stadion odkoupilo a během několika měsíců provedlo nutné úpravy jak samotné ledové plochy a chlazení, tak i vybavení a prostranství okolo stadionu a uvnitř stadionu, výměnu mantinelů a plexiskel, opravu šaten, sprch, aj. Koncem roku 2011 byl stadion znovu zprovozněn.

## Hokejové kluby hrající v Rosicích
- HCM Slovan Rosice (1939–2009, v letech 1998–2002 hrál 1. ligu jako Senators Rosice)
- HC Štika Rosice (založen 2013)
- HC Zastávka (založen 1998)